# Adrian Kluit

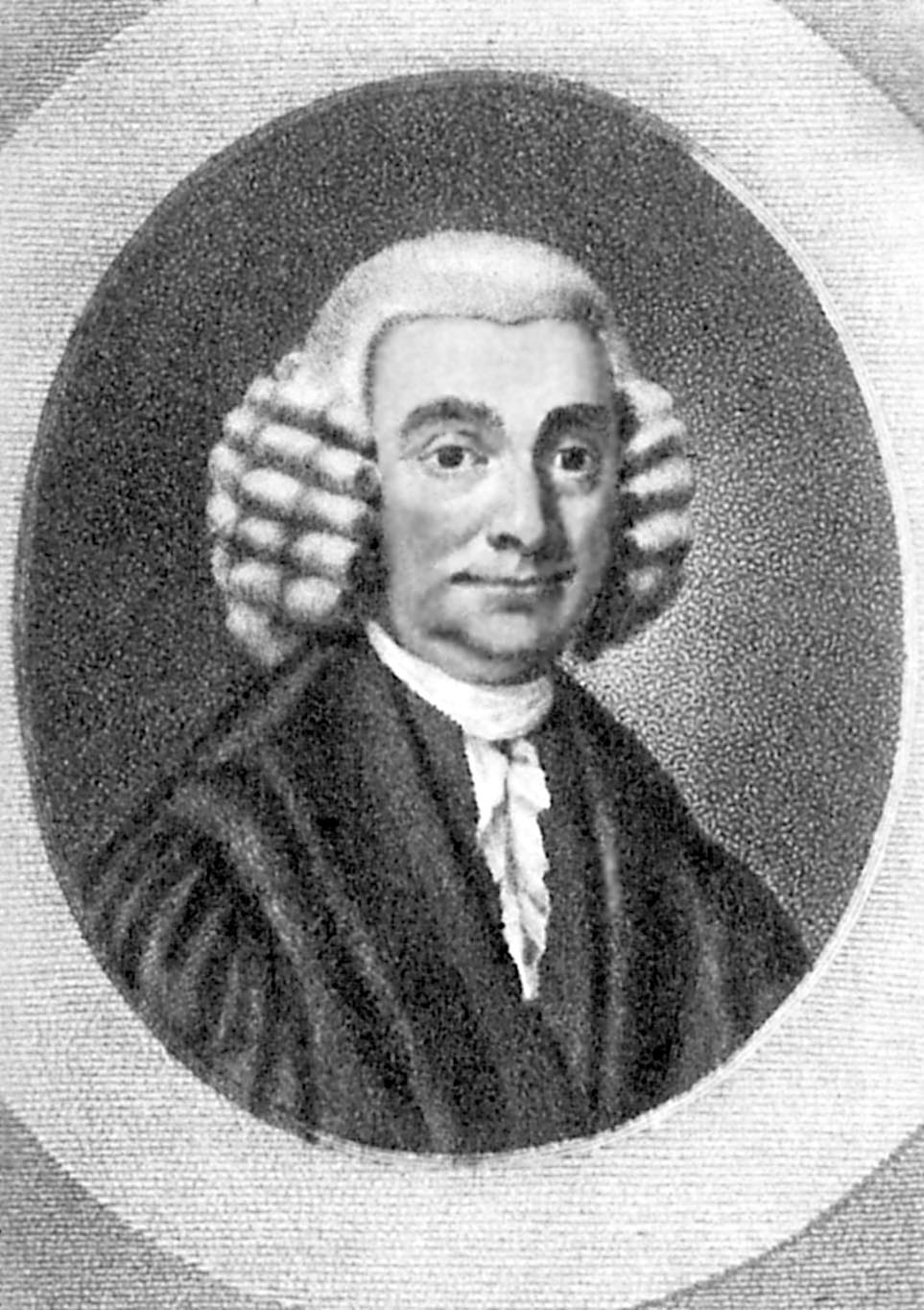
Adrian Kluit

Adrian Kluit (* 9. Februar 1735 in Dordrecht; † 12. Januar 1807 in Leiden) war ein niederländischer Pädagoge und Historiker.

## Leben
Das achte Kind des Apothekers Wilhelm van Kluit und dessen zweiter Frau Cornelia Louise de la Coste erhielt seinen ersten Unterricht an der Lateinschule seines Heimatorts Dordrecht. Als besonderes eifriger und intelligenter Schüler schrieb er in jener Zeit bereits Gedichte und Übersetzungen, aber mit geringem Erfolg. 1755 bezog er die Universität Utrecht. Seine Eltern hatten gehofft, dass er sich auf dem Gebiet der Medizin betätigte. Jedoch begeisterte er sich mehr für die griechische und lateinische Sprache, die Literatur und die Geschichte. In Utrecht verfolgte er die Vorlesungen von Christoph Saxe und Petrus Wesseling. Besonders Wesslings Vorlesungen beeinflussten ihn nachhaltig. 
Seine außergewöhnliche Aufnahmefähigkeit, seine Neugier und sein Eifer führten zu einem umfangreichen Wissen in vielen Bereichen. Neben seinen Studien verfasste er weiter Gedichte, arbeitete an Übersetzungen und setzte sich intensiv mit seiner Muttersprache auseinander. Im Jahr 1760 übertrug man ihm bereits vor dem Ende des Studiums, auf Führsprache von Wesseling, eine Lehrerstelle an der Lateinschule in Rotterdam. Hier machte er Bekanntschaft mit Gerard Meerman (1722–1771), der ihm Zugang zu seiner Bibliothek verschaffte. Binnen eines Jahres ging er als Lehrer nach Den Haag, wo er mehr Möglichkeiten hatte seine Forschungen voranzutreiben, da er dort über reichhaltigere Archive verfügen konnte. 
1764 zog er als Rektor der Lateinschule nach Alkmaar. In seiner neuen Funktion fand er immer weniger Zeit für seine Studien. In Alkmaar heiratete er am 20. September 1767 seine erste Frau Judith Helena van der Streng († 1799). Aus der Ehe gingen zwei Kinder hervor: ein Sohn Wilhelm Pieter (* 1769) und eine Tochter (* 1771), welche aber sehr jung verstarb. 1769 übernahm er das Rektorat der Lateinschule in Middelburg, wo er am Gymnasium Illustre zudem als Dozent der Rhetorik und griechischen Sprache wirkte. Während jener Zeit beschäftigte er sich immer mehr mit der niederländischen Geschichte. Hierzu sammelte er in einigen Archiven Urkunden. 1776 wurde Kluit Professor der Rhetorik und griechischen Sprache am Gymnasium Illustre. 
Am 22. August 1778 wurde er an die Universität Leiden als Professor der niederländischen Antiquitäten und Geschichte unter Berücksichtigung der niederländischen Diplomatie berufen. Er folgte diesem Ruf und übernahm das ihm übertragene Amt am 18. Januar 1779 mit der Rede de jure quo Belgae legitimo suo Principi ac Domino Philippo imperium abrogaverint (Leiden 1779, auch niederländisch ebd. 1779). In dieser Eigenschaft beteiligte er sich auch an den organisatorischen Aufgaben der Hochschule und war 1782/83 Rektor der Alma Mater. Dieses Amt legte er mit der Rede De eo, quod nimium est in studio juris publici universalis, sive de damnis, ex abusu juris publici universalis in omnem societatem redundantibus nieder.
In seinen Vorlesungen behandelte er die damals übliche Geschichtsschreibung des herrschaftlichen Hauses, dadurch geriet er 1795 in arge Probleme mit seinem patriotischen Amtskollegen Johann Luzac (1746–1807). In der Folge jener Auseinandersetzung suspendierten ihn die Kuratoren der Leidener Hochschule am 8. August 1795 unter Beibehaltung seiner Bezüge. In späteren Jahren betätigte er sich als Privatlehrer und heiratete nach dem Tod seiner ersten Frau am 6. April 1801 Johanna van Oursel, die Witwe des Karl Anselm van Lingen. Durch die späteren politischen Veränderungen, wurde er am 6. Februar 1802 wieder in seine Professur eingesetzt und hielt auch Vorlesungen zur holländischen Statistik. Seine Professur wurde am 20. September 1806 um die Statistik erweitert. Bei der großen Leidener Pulverexplosion kam er mit seiner Frau ums Leben.

## Werke (Auswahl)
- Lijst der gebruikelijke Zelfstandige Naamwoorden, beteekend door hunne geslagten, door D. van Hoogstraten... aangevuld uit de Bijvoegselen van G. Outhof, doorgaans vermeerdert en opgeheldert door Adriaan Kluit. Amsterdam 1759
- Wederlegging der ontzwagtelde en gezuiverde aldervroegste Vaderlandze Oudheden van J. Bent, benevens eene korte Bijlage over het Westfriese Jagtregt van denzelven. Den Haag 1761
- Oratie pro Mythica. Alkmaar 1764
- Dissertatio de genuino anno natali D.N. Jesu Christi ex his vindiciis dijudicando. Alkmaar 1768–1769
- Oratie pro Imperatore Juliano Apostata, Middelburg 1769 in niederländisch: Inwijings redevoering tot lof van den keizer Juliaan den Afvalligen. Middelburg 1772
- Conspectus historiae criticae Comitatus Hollandiae et Zelandiae. Accedit epistola ad P.H. van de Wall, de nonnullis, quae in nup. editiones chron. vernaculi rhytmici Aem. Stoke occurrant. Utrecht 1773
- Vaticinium de Messia Duce primarium, sive explicatio LXX Hebdomadum Danielis etc. Middelburg 1774
- Addenda ad Vaticinium Daniëlis de LXX Hebdomadibus, nec non Commonitio ad virum doctum J.D.V.H. (Johannem Daniëlem van Hoven) Middelburg 1775
- De zeventig werken van Daniel. Middelburg 1775
- Oratio de superstitio juxta atque perniciosissimo in templis et urbibus sepeliundi ritu, Middelburg 1776, in niederländisch: Inwijins-reden over den bijgeloovigen oorsprong en schadelijke gevolgen van het begraven in kerken en steden, Middelburg, 1777
- Historia critica Comitatus Hollandiae et Zelandiae, sistens Chronicon Hollandiae vetustissimi anonymi monachi Egmondani, cum notis Matthaei, Douzae aliorumque nec non perpetuo editoris comment. illustratum. Accedit Codex diplomaticus et probationes. Middelburg 1777–1784, 2. Bde., 1777, 1. Bd. ([books.google.de/books?id=zFpAAAAAcAAJ Online]); 1780, 2. Bd. (Online), 2. Ausg. 1779, 1. Bd. (Online), 1882, 2. Bd. (Online)
- Verklaring der reden, waarom hij zich op den Heer Prof. van den Hoven, om alle deszelfs woelingen tegen zijn verklaring over Lucas II:2 niet verstoort. Middelburg 1777
- Inwijingsrede over 't recht 't welk de Nederlanders gehad hebben om hunnen wettigen vorst en Heer Philips, kaning van Spanje, af te zweren, uit het Latijn. Leiden 1779 (Online)
- Brieven van A. Kluit over deszelfs Inwijings-Reden. Leiden 1779
- Primae lineae collegii diplomatico-historico-politici sistentes vetus jus publicum Belgicum, historice enarratum et ex antiquis monumentis et veteris aevi diplomatibus illustratum. Leiden 1780 (Online)
- De Souvereiniteit der Staten van Holland verdedigd tegen de hedendaagsche leer der volksregering, voornamelijk tegen het geschrift: Grondwettige herstelling van Nederlands Staatswezen. Leiden 1785, 1788
- Redevoering over het misbruik van het algemeen staatsrecht. Leiden 1787
- Historiae foederum Belgii Foederati primae lineae. Leiden. 1790–91, 3. Bde. 1790, 1. Bd., (Online); 1791, 2. Bd. (Online); 1790, 3. Bd. (Online)
- Index chronologicus sive Prodomus ad primas lineas historiae federum Belgii Federati. Leiden 1790 (Online)
- De Rechten van den mensch in Frankrijk geen gewaande Rechten in Nederland. Amsterdam 1793.
- Iets over den laatsten Engelschen oorlog met de republiek, en over Nederlands Koophandel. Amsterdam 1794 (Online)
- Historie der Hollandsche Staatsregeling tot aan het jaar 1795, met Bijlagen. Amsterdam 1802–1805., 5. Bde.; 1802, 1. Bd. (Online); 1803, 2. Bd. (Online); 1803, 3. Bd., (Online); 1804, 4. Bd. (Online); 1805, 5. Bd., (Online)

## Weblink
- Adrian Kluit in der DNBL

| Personendaten    | Personendaten                            |
| ---------------- | ---------------------------------------- |
| NAME             | Kluit, Adrian                            |
| KURZBESCHREIBUNG | niederländischer Pädagoge und Historiker |
| GEBURTSDATUM     | 9. Februar 1735                          |
| GEBURTSORT       | Dordrecht                                |
| STERBEDATUM      | 12. Januar 1807                          |
| STERBEORT        | Leiden                                   |